# Улица Тоголок Молдо
У́лица Тоголо́к Молдо́ (кирг. Тоголок Молдо көчөсү, в русском также встречается вариант со склоняемой формой у́лица Тоголо́ка Молдо́) — улица в центре Бишкека — столицы Кыргызстана.

## География
Улица проходит с юга на север по территории Первомайского района столицы, в северной части также образует границу Перовмайского района со Свердловским. Начинается от Московской улицы к северо-востоку от сквера имени Тоголока Молдо, пересекает улицы Токтогула, Сыдыкова, Киевскую, проспект Чуй, улицы Рыскулова, Абдымомунова, Фрунзе и проспект Жибек-Жолу, к северу от которого уходит в кварталы частного сектора. Далее проходит по мосту над Большим Чуйским каналом и заканчивается у улицы Саадаева на границе Бишкека с пригородным селом Нижняя Ала-Арча Аламудунского района Чуйской области. Длины улицы составляет около 4 километров 700 метров.

## История
До 1936 года улица называлась Казарменной по казармам, находившимся на её пересечении с сегодняшней улицей Токтогула. Затем была переименована в улицу Ворошилова, в 1957 году — в Спортивную, в 1960 получила своё сегодняшнее имя в честь акына и манасчи Тоголока Молдо.

## Застройка
На разных участках улицы доминируют разные типы застройки — встречаются и частные дома, и советские многоэтажки, и современные здания.
- дом 3 — Национальный центр кардиологии и терапии имени М. Миррахимова
- дом 10 — Департамент консульской службы МИД КР
- дом 17 — Государственное агентство по делам молодежи, физической культуры и спорта
- дом 17А — Стадион «Спартак» имени Д. Омурзакова
- дом 40 — Дворец спорта имени К. Кожомкула
- дом 50 — Музей национальной академии художеств имени Т. Садыкова
- дом 54А — Коммерческий банк «Кыргызстан»
- дом 58 — Кыргызский экономический университет имени М. Рыскулбекова